# Prima Lega 1956-1957 (calcio)
La Prima Lega 1956-1957, campionato svizzero di terza serie, si concluse con la vittoria del Concordia Basilea.

## Regolamento
Scopo del torneo è quello di ottenere due promozioni e quattro retrocessioni.
Torneo svolto in due fasi: la prima fase vede le 36 squadre partecipanti suddivise, con criterio regionale, in tre gironi composti da 12 squadre ciascuno, in cui le prime classificate di ogni girone, si affrontano nella fase finale, in un mini-torneo a tre, per stabilire le due squadre promosse in Lega Nazionale B. Le ultime tre squadre di ciascun girone vengono retrocesse direttamente in Seconda Lega. Per stabilire la quarta retrocessione si ricorre (fase finale) ad un mini-torneo a tre, in cui partecipano le squadre penultime classificate di ogni girone. La prima fase vede le squadre impegnate in gare di andata e ritorno, mentre la fase finale prevede incontri in gare unica.

## Girone ovest

### Classifica finale
|  | Pos. | Squadra               | Pt | G  | V  | N | P  | GF | GS | DR  |
|  | ---- | --------------------- | -- | -- | -- | - | -- | -- | -- | --- |
|  | 1.   | Sion                  | 37 | 22 | 16 | 5 | 1  | 67 | 12 | +55 |
|  | 2.   | Vevey                 | 33 | 22 | 14 | 5 | 3  | 72 | 27 | +45 |
|  | 3.   | Martigny              | 31 | 22 | 14 | 3 | 5  | 57 | 26 | +31 |
|  | 4.   | Bienne-Boujean        | 29 | 22 | 12 | 5 | 5  | 54 | 41 | +13 |
|  | 5.   | Burgdorf              | 24 | 22 | 11 | 2 | 9  | 50 | 47 | +3  |
|  | 6.   | Monthey               | 23 | 22 | 9  | 5 | 8  | 40 | 35 | +5  |
|  | 7.   | Forward Morges        | 18 | 22 | 6  | 6 | 10 | 25 | 38 | -13 |
|  | 8.   | Sierre                | 17 | 22 | 6  | 5 | 11 | 39 | 55 | -16 |
|  | 9.   | International Ginevra | 16 | 22 | 5  | 6 | 11 | 48 | 65 | -17 |
|  | 10.  | Stade Payerne         | 15 | 22 | 6  | 3 | 13 | 41 | 47 | -6  |
|  | 11.  | La Tour-de-Peilz      | 12 | 22 | 4  | 4 | 14 | 22 | 64 | -42 |
|  | 12.  | Montreux-Sports       | 9  | 22 | 3  | 3 | 16 | 24 | 82 | -58 |

Legenda:

      Ammessa alla fase finale per la promozione in Lega Nazionale B 1957-1958.

      Ammessa alla fase finale per la retrocessione in Seconda Lega 1957-1958.

      Retrocessa in Seconda Lega 1957-1958.

Note:
Due punti a vittoria, uno a pareggio, zero a sconfitta.

## Girone centrale

### Classifica finale
|  | Pos. | Squadra           | Pt | G  | V  | N | P  | GF | GS | DR  |
|  | ---- | ----------------- | -- | -- | -- | - | -- | -- | -- | --- |
|  | 1.   | Concordia Basilea | 35 | 22 | 16 | 3 | 3  | 65 | 26 | +39 |
|  | 2.   | Baden             | 25 | 22 | 10 | 5 | 7  | 30 | 31 | -1  |
|  | 3.   | Aarau             | 24 | 22 | 9  | 6 | 7  | 43 | 37 | +6  |
|  | 4.   | Olten             | 24 | 22 | 11 | 2 | 9  | 48 | 45 | +3  |
|  | 5.   | Derendingen       | 23 | 22 | 9  | 5 | 8  | 47 | 42 | +5  |
|  | 6.   | Delémont          | 23 | 22 | 10 | 3 | 9  | 38 | 44 | -6  |
|  | 7.   | Porrentruy        | 20 | 22 | 8  | 4 | 10 | 35 | 32 | +3  |
|  | 8.   | Bassecourt        | 20 | 22 | 9  | 2 | 11 | 27 | 44 | -17 |
|  | 9.   | Moutier           | 19 | 22 | 7  | 5 | 10 | 32 | 39 | -7  |
|  | 10.  | Kleinhüningen     | 18 | 22 | 6  | 6 | 10 | 37 | 44 | -7  |
|  | 11.  | Birsfelden        | 17 | 22 | 7  | 3 | 12 | 56 | 53 | +3  |
|  | 12.  | St. Imier         | 16 | 22 | 5  | 6 | 11 | 24 | 45 | -21 |

Legenda:

      Ammessa alla fase finale per la promozione in Lega Nazionale B 1957-1958.

      Ammessa alla fase finale per la retrocessione in Seconda Lega 1957-1958.

      Retrocessa in Seconda Lega 1957-1958.

Note:
Due punti a vittoria, uno a pareggio, zero a sconfitta.

## Girone est

### Classifica finale
|  | Pos. | Squadra           | Pt | G  | V  | N | P  | GF | GS | DR  |
|  | ---- | ----------------- | -- | -- | -- | - | -- | -- | -- | --- |
|  | 1.   | Locarno           | 34 | 22 | 15 | 4 | 3  | 58 | 24 | +34 |
|  | 2.   | Wil               | 28 | 22 | 10 | 8 | 4  | 50 | 36 | +14 |
|  | 3.   | Rapid Lugano      | 26 | 22 | 11 | 4 | 7  | 44 | 28 | +16 |
|  | 4.   | Blue Stars Zurigo | 23 | 22 | 9  | 5 | 8  | 46 | 37 | +9  |
|  | 5.   | Emmenbrücke       | 23 | 22 | 9  | 5 | 8  | 41 | 47 | -6  |
|  | 6.   | Bodio             | 22 | 22 | 10 | 2 | 10 | 44 | 46 | -2  |
|  | 7.   | Rorschach         | 22 | 22 | 8  | 6 | 8  | 26 | 30 | -4  |
|  | 8.   | Red Star          | 20 | 22 | 8  | 4 | 10 | 43 | 45 | -2  |
|  | 9.   | Pro Daro          | 20 | 22 | 7  | 5 | 10 | 33 | 41 | -8  |
|  | 10.  | Mendrisio         | 19 | 22 | 7  | 5 | 10 | 25 | 33 | -8  |
|  | 11.  | Oerlikon          | 15 | 22 | 5  | 5 | 12 | 29 | 41 | -12 |
|  | 12.  | Arbon             | 13 | 22 | 3  | 7 | 12 | 31 | 62 | -31 |

Legenda:

      Ammessa alla fase finale per la promozione in Lega Nazionale B 1957-1958.

      Ammessa alla fase finale per la retrocessione in Seconda Lega 1957-1958.

      Retrocessa in Seconda Lega 1957-1958.

Note:
Due punti a vittoria, uno a pareggio, zero a sconfitta.

## Finali per la promozione in LNB
| giugno 1957 | Locarno | 2 - 1 | Sion | Locarno |
| giugno 1957 |         |       |      | Locarno |

| giugno 1957 | Concordia Basilea | 7 - 1 | Locarno | Basilea |
| giugno 1957 |                   |       |         | Basilea |

| giugno 1957 | Sion | 1 - 0 | Concordia Basilea | Sion |
| giugno 1957 |      |       |                   | Sion |

## Finali per la retrocessione in Seconda Lega
| giugno 1957 | La Tour-de-Peilz | 2 - 3 | Birsfelden | La Tour-de-Peilz |
| giugno 1957 |                  |       |            | La Tour-de-Peilz |

| luglio 1957 | Oerlikon | 4 - 0 | La Tour-de-Peilz | Zurigo |
| luglio 1957 |          |       |                  | Zurigo |

| -1957 | Birsfelden | 2 - 0 | Oerlikon | Birsfelden |
| -1957 |            |       |          | Birsfelden |

## Verdetti Finali
- Concordia di Basilea vincitore del torneo.
- Concordia di Basilea e FC Sion promosse in Lega Nazionale B
- FC Oerlikon, FC Arbon, Saint-Imier-Sports e Montreux-Sports retrocesse in Seconda Lega.